# 8 (альбом)
«8» («Восьмёрка») — восьмой студийный альбом российской рок-группы «Мумий Тролль», издан 8 августа 2008 года. Для группы является юбилейным, так как на момент издания ансамблю исполнилось 25 лет. В альбом вошли песни из макси-сингла «Контрабанды». В одном из интервью Илья Лагутенко заявил, что 8, скорее всего, является последним альбомом группы, потому что сам по себе принцип издания музыкальных пластинок больше не актуален.

## Об альбоме
В марте 2008 года появился виртуальный сингл «Контрабанды» с одноимённой песней. 21 марта песня впервые прозвучала в культовом хит-параде «Нашего Радио» «Чартова дюжина». 28 марта песня взломала чарт на 9 месте и 11 апреля достигла высшей позиции — 5 места. Также «Контрабанды» вошли в хит-парад «Лучшие песни десятилетия», составленный в 2008 году, заняв в нём 7 место.
13 июня 2008 года состоялся релиз макси-сингла «Контрабанда», в который вошли 7 песен с готовящегося альбома.

## Рецензии
Журнал «Cosmopolitan» сравнил 8 с Белым альбомом группы Битлз, так как оба этих релиза являются восьмыми в дискографии своих авторов, двойными и соизмеримыми по качеству звучания.

## Список композиций
Тексты и музыка — Илья Лагутенко, кроме отмеченного

### Часть I
1. Запуск ракетоплана «Иосиф Сталин» на Луну (инструментальная, муз. Ю. Цалер) — 1:55
2. Эй, товарищ — 3:45
3. Контрабанды — 3:58
4. Проспали (муз. Ю. Цалер) — 3:08
5. Музыкант — 3:40
6. Наше время — 4:45
7. Молодость (муз. Ю. Цалер) — 4:46
8. Метель — 3:42
9. Золото и ладан — 4:21
10. В этом свете — 4:55

### Часть II
1. Мамы дочерей (муз. Ю. Цалер) — 5:31
2. Ядерные станции (муз. Ю. Цалер) — 5:12
3. Пьяная струна — 3:53
4. О, рай! — 3:58
5. Лазурно-бирюзовые — 4:13
6. Поспи, рок-н-ролл — 4:25
7. Акваланги — 4:58
8. Весна (муз. Ю. Цалер) — 4:58
9. Нормальный бизнес — 4:26
10. Фантастика — 3:40
11. Круг замкнулся — 2:57

## Клипы
1. Контрабанды (2008)
2. О, рай! (2008)
3. Фантастика (2009)
4. Лазурно-бирюзовые (2009)
5. Молодость (2009)

## Участники записи
Музыканты
- Илья Лагутенко — вокал, гитары, перкуссия, клавишные, автор текстов;
- Юрий Цалер — гитара, клавишные
- Евгений «Сдвиг» Звидённый — бас-гитара
- Олег Пунгин — ударные

+
- Павло Шевчук — компьютеры
- DJ RAM & DJ SD — разное

### Выходные данные
- Продюсер: Илья Лагутенко
- Сo-продюсеры: Павло Шевчук, DJ Ram & SD
- Студии:
  - Дома у мумийтроллей, Москва, подвал в Ватутинках
  - Paularis — г. Евпатория, Украина
  - Гитис — Vintage, Москва
  - Village Recording, Los Angeles
  - Ocean, Burbank
- Мастеринг: Vlado Meller, Universal, NYC
- Инженеры записи: Павло Шевчук
- Микширование звука: Павло Шевчук , Simon Gogerly, Dan Leffler, Chris Bandy
- Ассистенты звукоинженеров: Дима Плавшудин, Albert Mata, Ghian Wright
- Оформление диска:
  - Motto
  - Mark Kestelboym
  - Вася Смирнов
  - Сергей Стеблина
  - Ann McKolcina
- Фото Michael Muller

## Кавер-версии
В 2011 году группа сделала белорускоязычный кавер «бел. Кантрабанды» на песню «рус. Контрабанды» для компиляции «Будзьма! Тузін. Перазагрузка-2», и эта версия вошла в её концертный репертуар. Как отмечала музыкальный критик Татьяна Замировская, Илья Лагутенко забавно поёт по-белоруски, «как на космолингве».